# Émile Carré
Émile Carré, né le 4 mars 1829 à Montreuil-sous-Bois et mort le 1er septembre 1892 à Vincennes,, est un goguettier, poète et chansonnier français.
Au cours de sa carrière de chansonnier, il a créé des chansons militaires et de café-concert.
Il est l'auteur des paroles d'une scie jadis célèbre, le refrain de sa chanson : L'Amant d'Amanda mise en musique par Victor Robillard, créée aux Ambassadeurs par Libert en 1876 :
Voyez ce beau garçon-là

C'est l'Amant d'A

C'est l'Amant d'A

Voyez ce beau garçon-là

C'est l'Amant d'Amanda
Le nom, la vie et l'œuvre d’Émile Carré sont à présent très largement oubliés du grand public.

## Biographie

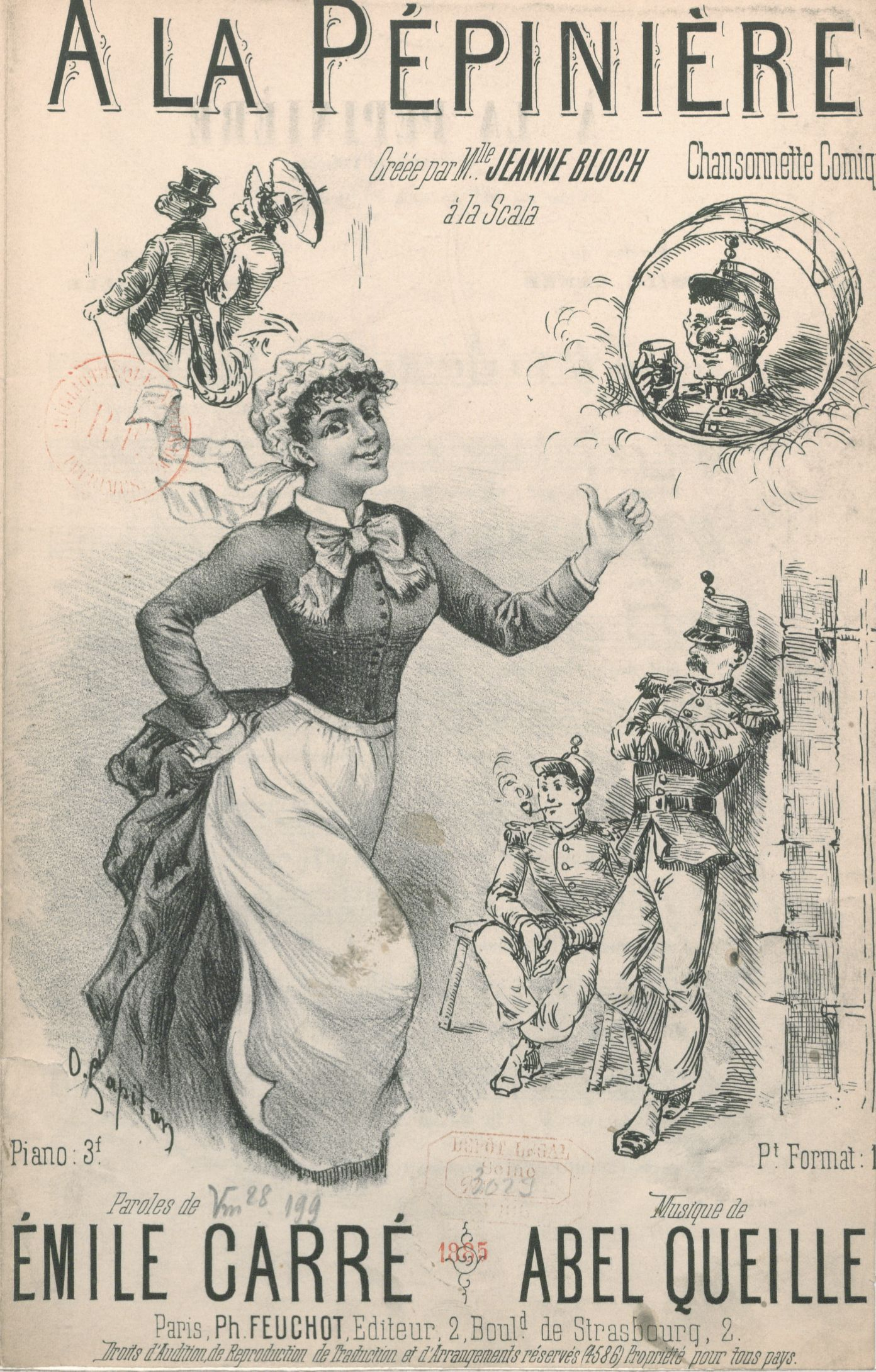
Une chanson d'Émile Carré.

Auguste Patay écrit dans La Chanson le 31 octobre 1880 :
GALERIE DES CHANSONNIERS : Émile Carré 
La chanson de concert a des détracteurs nombreux, et il faut avouer que la plupart des critiques qu'on lui adresse sont justifiées. Le sans-gêne avec lequel les fournisseurs attitrés des cafés chantants traitent le bon sens et la grammaire contribue à discréditer un genre qui a sa raison d'être, et qui, mieux entendu, pourrait exercer une bienfaisante influence.
Tous les chansonniers de concert ne suivent pas, fort heureusement, la route mauvaise ; il en est qui, sans répudier la forme gaie, s'étudient à mettre dans leurs couplets une correction suffisante et quelque ingéniosité : Émile Carré est de ceux-là.
Né à Montreuil-sous-Bois le 4 mars 1829, à quinze ans, il rimait déjà très proprement des chansons qui faisaient les délices des goguettes de la banlieue. En février 1848, Émile, qui avait pris part à la Révolution, s'engagea dans la garde mobile, où il fut nommé officier, grâce à une chanson patriotique que chantaient tous les bataillons de soldats citoyens.
Mis en non activité lors du licenciement de la mobile, Carré, croyant à sa vocation pour le métier des armes, se fit incorporer au 39e régiment de ligne. Il y fut bientôt mal noté pour avoir chansonné les ridicules de certains de ses chefs, et pour avoir collaboré à la rédaction de plusieurs journaux des villes de province où il se trouvait en garnison. Il n'en devint pas moins sergent-major, et c'est avec ce grade qu'il fit la campagne de Crimée, amusant son régiment par des chansonnettes. 
Il publia la Faridondaine et le Chant du Siège dans le journal de Constantinople, et composa devant Sébastopol, en pleine tranchée, des couplets : Pourquoi n'en ririons-nous pas ? que donnèrent plusieurs journaux, l'Illustration entre autres, et que toutes les histoires de la guerre d'Orient ont recueillis.
Rentré en France avec son régiment, Émile Carré eut la douleur de se voir rétrograder au tableau d'avancement et s'en prit d'abord à l'antipathie de l'inspecteur général Forey ; mais apprenant bientôt que de mauvaises notes avaient été fournies contre lui par quelques-uns de ces officiers qui ne pardonnent jamais à un inférieur de les dominer par l'intelligence, il se vengea en faisant courir une satire intitulée le Rapport, où, après avoir flétri ses ennemis, il faisait ainsi le portrait d'un adjudant-major :
Le jésuite botté qui les suit pas à pas, 

C'est la tête du Christ et le cœur de Judas. 

Pourtant on le croit bon, on le vénère, on l'aime. 

Chacun a pour ce chef un dévouement extrême ; 

Son regard est si franc, son sourire est si doux ! 

Il cache sa férule et vous frappe en dessous. 

Des victimes qu'il fit si vous saviez le nombre ! 

C'est un serpent maudit qui vous pique dans l'ombre. 

Il a les airs du prêtre et l'habit du soldat. 

La nuit son hausse-col se transforme en rabat. 

Et l'observateur froid se demande en silence 

Si ce n'est pas Tartuffe en pantalon garance. 

Et si l'instruction qui l'a fait réussir 

Lui vient du séminaire ou lui vient de Saint Cyr.
Après l'apparition d'une pareille pièce, qu'il terminait en disant du colonel :
Bon homme au demeurant, mais se laissant guider. 

Créé pour obéir et non pour commander.
Carré n'avait plus qu'à quitter le corps, ce qu'il fit pour aller en Afrique, où le général Faidherbe, alors colonel du génie, commandant la subdivision de Sidi-bel-Abbés, l'estima à sa juste valeur et se l'attacha comme sergent-secrétaire, à la suite d'une représentation théâtrale où il avait brillé comme chanteur comique et comme auteur d'un discours en vers aussi attendrissants que ceux qui précèdent étaient énergiques.
Libéré du service militaire, Carré réunit en volume et publia, par les soins de l'éditeur Huré, ceux de ses chants de soldat qui lui paraissaient dignes d'intérêt ; il écrivit ensuite quelques chansons de concert qui eurent beaucoup de vogue : C'est l'métier qui veut ça. Le jour ousque j'la marierons, etc. ; puis il abandonna la chanson pour refaire du journalisme sous différents pseudonymes.
En 1868, rêvant d'élever le niveau du concert. Carré se lia avec le fin comique Joseph Arnaud, dont il enrichit le répertoire plaisant. Encouragé par le succès, il travailla pour d'autres artistes et particulièrement pour Libert, qu'il sortit de l'obscurité avec les Emballeurs, les Brasseurs, l'Épicier droguiste, J'ai pas osé. Un jeune homme crédule, et surtout avec L'Amant d'Amanda, scie sans précédent, qui en a fait commettre tant d'autres.
Émile Carré fait vibrer la corde comique de Bourget dans ses chansons à parlé et celle de Colmance dans beaucoup d'autres. À côté de cela il a écrit des poèmes virils et des romances délicieuses.
Parmi ses chansons restées au répertoire des concerts à cause de l'esprit qui y pétille ou la quantité de bons mots qui s'y trouvent, il faut citer : Ma femme m'attend, Titine, Si ça ne fait pas suer ! J'ai mon coup d' feu, L'ami de ma femme, Gn' en a point d'comm' moi, Quand on est pompette, Les faux frères, Verjus, Jamais ! Le papillon bleu, La mère Mazagran, J' suis de Montreuil aux pêches, V'la mon sentiment, Je demeure au Vésinet, Quand je passe à Passy, Elle m'a donné son cœur, Les fameux gommeux, Pas joli, joli, Je voudrais être une rose, Troupiers et bonnes, C'est la cantinière, Y m'a refusé son parapluie, Les Étudiants en Goguette, J'ai dépouillé ma famille, Les jeunes filles aiment les fleurs, Galoubet le conférencier, Les conférences de Bariolé, Le Sans-cœur, Tu fais d'la pein' à ma sœur, J'éprouve un petit soulagement, Le nom de Clodomir, Histoire d'en causer, Pour avoir la paix.
Tout ce bagage, sans doute, ne constituerait pas pour Émile Carré, un titre suffisant aux suffrages de l'Académie, mais il lui assure parmi les paroliers un rang très enviable. Carré, – nos lecteurs en ont pu juger, – a du trait et de la verve. A rencontre d'un grand nombre de ses confrères, il est primesautier, et se garderait bien de s'adjoindre un collaborateur ou de prendre modèle sur les chansons des autres pour composer les siennes. Indépendamment du cachet d'originalité qui leur est propre, les sujets qu'il traite ont d'ordinaire l'attrait de la nouveauté. C'est là un mérite rare et qui justifierait l'admission d'Émile Carré dans notre galerie biographique, s'il n'avait à cet honneur les titres incontestables qui ressortent de l'examen de son œuvre.

## Quelques chansons
- Chansons militaires choisies : recueil de chansons, chansonnettes et scènes comiques par Émile Carré et les meilleurs auteurs, A. Huré éditeur, Paris 1865, Format : 47 p. ; in-8.
- Les refrains du soldat : recueil de chansons, chansonnettes et scènes comiques par Émile Carré et les meilleurs auteurs, A. Huré éditeur, Paris 1865, Format : 48 p. ; in-8.
- A la Pépinière : chansonnette comique, paroles de Émile Carré ; musique de Abel Queille ; créée par Mlle Jeanne Bloch à la Scala, éditeur : P. Feuchot, Paris 1885.

## Source
- Auguste Patay Galerie de chansonniers : Émile Carré, La Chanson, 31 octobre 1880.